# دجانغل بوكن
كتاب الأدغال (Djungelboken) هو مسرحية سويدية كتبها "ألكسندر مورك-إيديم"، مقتبسة من كتاب "كتاب الأدغال" لرديارد كبلنغ، مع موسيقى وكلمات الأغاني من تأليف "إيريك غاد". عُرضت المسرحية لأول مرة على مسرح مدينة ستوكهولم في يناير 2007.
ورغم أن المسرحية بقيت إلى حد ما وفية للأصل مع بعض الإشارات إلى نسخة ديزني التي استُخدمت للسخرية والضحك، إلا أن أحداثها تدور في ستوكهولم بعد كارثة مروعة، وتحديدًا في نسخة مدمرة من الساحة الموجودة أمام المسرح. أما الحيوانات، فلم تُجسّد بأزياء أو مكياج حيواني، بل قُدمت على أنها تمثل مجموعات اجتماعية وثقافية مختلفة.